# Obrajitos de Arriba
Obrajitos de Arriba är en ort i Mexiko.   Den ligger i kommunen Doctor Mora och delstaten Guanajuato, i den centrala delen av landet, 230 km nordväst om huvudstaden Mexico City. Obrajitos de Arriba ligger 2 086 meter över havet och antalet invånare är 481.
Terrängen runt Obrajitos de Arriba är platt söderut, men norrut är den kuperad. Terrängen runt Obrajitos de Arriba sluttar söderut. Runt Obrajitos de Arriba är det ganska tätbefolkat, med 120 invånare per kvadratkilometer. Närmaste större samhälle är San Luis de la Paz, 19,9 km nordväst om Obrajitos de Arriba. Trakten runt Obrajitos de Arriba består till största delen av jordbruksmark.